# Худяков, Николай Акимович
Никола́й Аки́мович Худяко́в (13 [25] октября 1890 — 26 апреля 1938) — советский военачальник и административно-хозяйственный деятель. Офицер военного времени Русской императорской армии, в годы Гражданской войны — командующий 3-й Украинской советской армией.
Член ВКП(б), бывший эсер.

## Биография
Родился в Рыльске Курской губернии.
Закончил коммерческое училище.

### Первая мировая война
Во время войны был призван на службу в армию. В сентябре 1916 года направлен на учёбу в Александровское военное училище (г. Москва), ускоренный курс которого окончил к 1-му февраля 1917 года. Произведен из юнкеров в прапорщики с зачислением по армейской пехоте. Затем направлен на службу в 4-й Заамурский пограничный пехотный полк 1-й Заамурской пограничной пехотной дивизии 33-го армейского корпуса, действовавшего в это время в Галиции и на Буковине, в составе 7-й армии Юго-Западного фронта, с августа 1917 года — 8-й армии Румынского фронта. Участник боевых действий.
В июле 1917 года прапорщик Худяков за антивоенную агитацию и участие в мятеже был арестован и находился под следствием.
Приказом Временного Правительства Армии и Флоту о чинах военных от 15.10.1917, страница 13, состоящий в 4-м Заамурском пограничном пехотном полку прапорщик Худяков был произведен в подпоручики со старшинством с 05.04.1917.
После Октябрьской революции в Петрограде Николай Худяков был освобождён из Каменец-Подольской крепости и 01.12.1917 избран солдатами командиром 4-го Заамурского пограничного пехотного полка. После демобилизации полка (как воинской части русской армии) — командир красногвардейского отряда, сформированного из революционных солдат бывшего 4-го Заамурского пограничного пехотного полка.

### Гражданская война
В феврале–апреле 1918 года командовал красногвардейскими революционными ("украинскими советскими") отрядами, отходившими из Молдавии и Галиции на восток и воевавшими с австро-германскими войсками, наступавшими на юго-западе Украины и Донбассе; возглавлял Бахмутский боевой участок. Под натиском австро-германских войск украинские советские войска, оборонявшие Донбасс, ушли с территории УНР и в начале мая 1918 года, согласно условиям Брест-Литовского договора, были интернированы правительством Советской России и передислоцированы в район Царицына.
Во второй половине 1918 года, во время обороны Царицына, Худяков командовал 1-й Коммунистической стрелковой дивизией 10-й армии, в декабре 1918 — феврале 1919 года был помощником командующего 10-й армии. За выдающиеся заслуги в обороне Царицына награждён орденом Красного Знамени РСФСР.
В 1919 году воевал на Украине. В марте–апреле 1919 года был членом РВС группы войск Харьковского направления Украинского фронта. В апреле–июне 1919 года командовал 3-й Украинской советской армией, соединения которой освободили Одессу и Тирасполь от петлюровцев и интервентов Антанты. Принимал участие в боевых действиях против атамана Григорьева на территории Криворожья. После переформирования 3-й Украинской советской армии в 45-ю стрелковую дивизию РККА назначен начальником 57-й стрелковой дивизии 14-й армии.
В январе 1920 года назначен на должность военного комиссара Херсонской губернии. В декабре 1920 — августе 1921 года — начальник гарнизона Екатеринослава.

### После гражданской войны
С 1922 года на хозяйственной работе в Наркомате путей сообщения СССР.
В 1925 году направлен на Сахалин начальником горно-геологической экспедиции (в составе 13 полевых партий), которая обосновала возможность создания в этом районе нефтяной промышленности. В 1926 году возглавил горно-геологическую экспедицию из 15 партий, направленную на Северный Сахалин Президиумом ВСНХ СССР. Летом 1927 года на острове работала Третья сахалинская горно-геологическая экспедиция под руководством Н. А. Худякова. При его непосредственном участии были созданы трест «Сахалиннефть» и Охинский нефтепромысел, налажены взаимоотношения с японской нефтяной концессией. Он назначается управляющим Охинского промысла, на котором началась промышленная добыча нефти. В 1929 году руководил новой горно-геологической экспедицией на Северный Сахалин, в 1930 — Первой Камчатской нефтяной экспедицией, в 1931 — постройкой нефтепровода Оха — Москальво, затем отозван в Москву на руководство отделом главка «Союзгеоразведка».
В 1934—1936 годах — директор ЦНИГРИ в Ленинграде.
В конце 1936 переведён в Москву, назначен начальником треста «Главникельолово» Наркомата тяжёлой промышленности СССР. В Москве проживал по адресу: улица Карла Маркса, дом 33, квартира 6.
В 1938 году арестован «за участие в контрреволюционной террористической организации» и 26 апреля 1938 года приговорён Военной коллегией Верховного суда СССР к расстрелу. Приговор приведён в исполнение в тот же день. Место захоронения — полигон «Коммунарка».
23 июля 1955 года реабилитирован.

## Семья
- Жена — Клара Яковлевна Худякова (Быховская) (28 июля 1901—6 октября 1974), скрипачка (4 курса консерватории), во время Гражданской войны в РККА (шифровальщица 1-й Коммунистической дивизии, работа в секретариате РВС 3-й Украинской Красной Армии, сотрудница штаба 57 дивизии, инструктор политотдела 1-й Конной Армии). 17 декабря 1937 арестована как ЧСИР (в это время она была женой также арестованного Леонида Львовича Вульфсона, сотрудника Торгпредства СССР в Париже), приговорена ОСО НКВД к 8 годам лишения свободы. Реабилитирована в 1955 году[5].
  - Сын  — Николай Николаевич Худяков (1920 г.р.)[6]

## Награды
- Орден Красного Знамени РСФСР — Приказ РВСР № 44 (1923 год), как комдиву 1-й Коммунистической[7]
- [8][9]

## Память
- Именем Худякова Николая Акимовича названо месторождение полезных ископаемых на Сахалине[10]